# Cañamero
Cañamero là một đô thị trong tỉnh Cáceres, Extremadura, Tây Ban Nha. Theo điều tra dân số 2005 (INE), đô thị này có dân số là 1630 người.
39°18′B 5°22′T / 39,3°B 5,367°T